# Біркун Єгор Олександрович
Єго́р Олекса́ндрович Біркун — український майстер змішаних єдиноборств та військовик, старший солдат Збройних сил України, учасник російсько-української війни, що трагічно загинув під час російського вторгнення в Україну в 2022 році.

## Життєпис
Вчився у Криворізькому науково-технічному ліцеї № 81. Згодом закінчив Криворізький національний університет. Був бійцем змішаних єдиноборств.
У складі окремого загону спеціального призначення «Азов» НГУ з 2018 року. Старший солдат, оператор відділення УВІМПВзАРТ розвідки ГаДН.
На момент повномасштабного російського вторгнення 22 лютого 2022 року, перебував у Кривому Розі, проте вже на початку березня зміг потрапити до оточеного Маріуполя для підтримки побратимів. Був артилеристом, але за кілька днів довелося стати піхотою.
У димовій завісі від обстрілів артилерії, серед вирв від авіабомб у Маріуполі 22 березня 2022 року зазнав поранень у ноги, коли намагався прийти на допомогу побратимові Легенді. Витік, не мавши змоги накласти турнікет. Наступного дня, 23 березня, розпочався чемпіонат світу з ММА GAMMA, на якому він мав брати участь у складі збірної України..
Похований 8 серпня 2022 року на центральному кладовищі міста Кривий Ріг.

## Нагороди
- 2022 — Орден «За мужність»" III ступеня (посмертно) — за особисту мужність і самовіддані дії, виявлені у захисті державного суверенітету та територіальної цілісності України, вірність військовій присязі, зразкове виконання службового обов'язку[3]

## Пам'ять
В місті Кривий Ріг перейменовано на честь Єгора Біркуна колишня вулиця Водоп'янова на мікрорайоні Східний-1.